# Miroslav Němeček (programátor)
Miroslav Němeček (* 13. ledna 1963 Lanžhot) je český programátor a vývojář hardware, autor známých utilit, her, systémových a grafických programů pro PC a výukového programovacího jazyka Petr.

## Život
Miroslav Němeček vyrůstal v jihomoravském městu Lanžhot. Po ukončení studia na gymnáziu v Břeclavi (1981) začal studovat na VUT Brno na fakultě elektrotechnické. V průběhu vysokoškolského studia postavil osmibitový počítač na bázi mikroprocesoru U880D a Němečkovým prvním softwarem pak byl firmware (BIOS) vytvořený speciálně pro tento počítač. Po ukončení studia na VUT (1986) a následném absolvování roční vojenské službě nastoupil do tehdejšího podniku Tesla Rožnov jako technik počítačů Robotron. Později se pak seznámil s počítači kompatibilními s IBM-PC a začal pro ně vytvářet první utility a programy. Svou profesionální kariéru zasvětil Miroslav Němeček výpočetní technice a programování.
V roce 1990 vytvořil souborového správce DOS Manažer. Vzrůstající obliba tohoto software vedla k opuštění Tesly a následné spolupráci s firmou Golem. V následujících letech pokračuje ve vytváření dalších programů a utilit a spolupracuje s dalšími softwarovými firmami (např. Gemtree Software). V roce 2020 ve svých 57 letech na svém osobním blogu uvádí, že se stále věnuje programování („V práci tvořím herní automaty a doma operační systémy a králíky.“).

## Známé počítačové programy

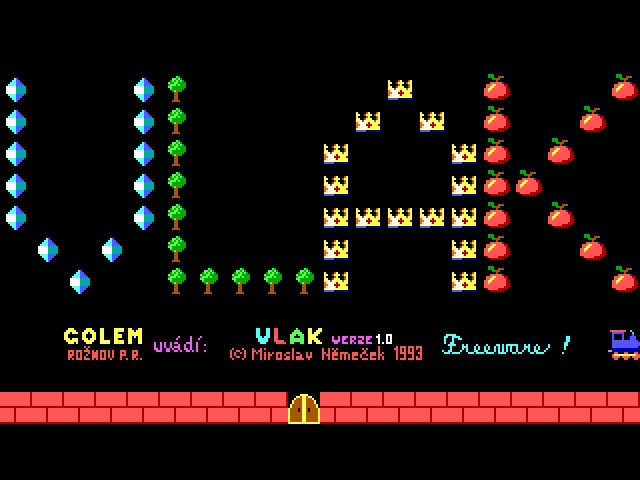
Úvodní obrazovka hry Vlak.

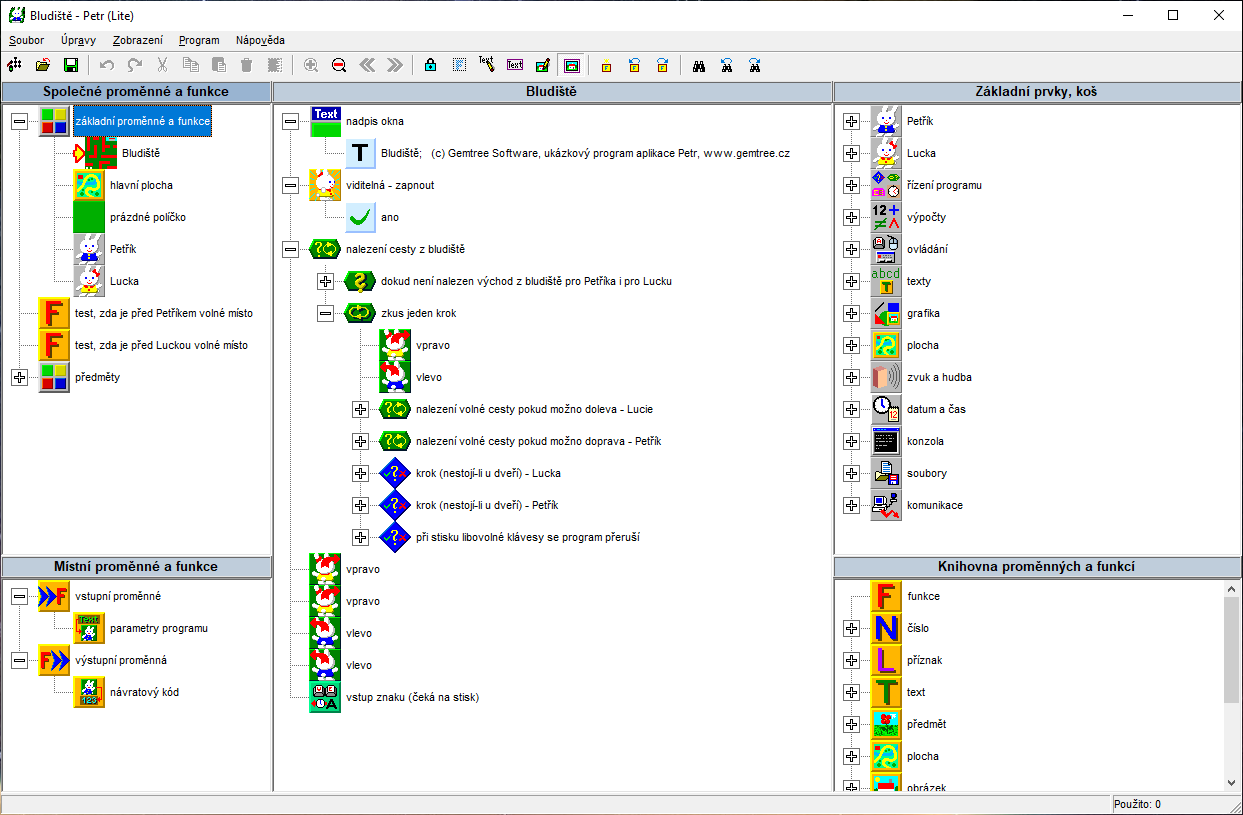
Výukový software Petr s načteným vzorovým programem „Bludiště“.

Miroslav Němeček je autorem desítek programů, které se dočkaly velké uživatelské obliby. Podle svých slov si pak nejvíce cení těchto:
- DOS Manažer (1990) – obslužný program umožňující veškerou běžnou manipulaci s počítačem, jako jsou operace se soubory a disky a spouštění programů, dobová plnohodnotná alternativa k programům typ Norton Commander;
- Vlak (1993) – legendární česká počítačová hra, ve které řídíte lokomotivu a vaším úkolem je sesbírat všechny předměty, které na obrazovce vidíte;
- Petr (1997 první verze, 1999 uveden na trh) – programovací nástroj pro výuku programování dětí, charakterizován grafickým zobrazením programu pomocí ikon, uspořádaných do stromové struktury;
- Třináct duchů (2003) – jedna z nejlépe hodnocených her vytvořených v Petrovi, vznikla pro soutěž Becherovka Game 2003 (2. místo);
- TexiGen (2015) – generátor procedurálních textur.

### Další softwarové projekty a Litos
Vedle uvedených programů Miroslav Němeček vytvořil desítky až stovky dalších programů – od jednoduchých utilit v podobě doplnění české diakritiky až po komplexní 3D hry.
Autorovo opus magnum je pak multitaskový operační systém Litos (LITtle Operation System). Litos je náročný projekt, přesahující možnosti hobby aktivit jediného programátora. Existuje v různých variantách a stadiu rozpracovanosti a jak autor uvádí, jeho vývoj už několikrát vzdal, avšak neustále se k této myšlence vrací.

### Emulátor TI-59
Samostatná zmínka patří autorovu emulátoru programovatelné kalkulačky TI-59 a tiskárny PC 100A pro Windows. Tento software je pozoruhodný tím, že jako komplexní systém je celý vytvořený v interpretovaném (sic) programovacím jazyku Petr.

## Hardwarové / kombinované projekty
Vedle software se autor věnuje i vývoji hardware. Za zmínku stojí například tyto projekty:
- ET58 (2020) – klon programovatelné kalkulačky TI-58/59, postavený na procesoru ATmega328P, vytvořená mj. s využitím emulátoru TI-59 v jazyce Petr, který je podstatně rozšířen a opraven;
- ET57 a ET57M (2020) – alternativní klony kalkulačky TI-57, ET57M dokonce v „náramkové“, minimalistické verzi;
- PicoVGA (2021) – SW driver pro video výstup Raspberry Pico ve formátu VGA nebo PAL/NTSC (včetně knihovny pro použití spritů, vrstev a dalších).